# Роял-Арч-Каскейд
Роял-Арч-Каскейд (англ. Royal Arch Cascade) — водоспад, розташований на північній стіні долини Йосеміті (Каліфорнія, США) недалеко від готелю Авані. Водоспад має 382 м заввишки і зазвичай пересихає у червні. Водоспад отримав свою назву від Роял-Арчес (Королівських арок), що розташовані неподалеку, кам'яної формації, складеної з кількох концентричних напівкруглих арок на обличчі кручі.
| США | Це незавершена стаття з географії США. Ви можете допомогти проєкту, виправивши або дописавши її. |